# Bianca Walter
Pour les articles homonymes, voir Walter.
Bianca Walter est une patineuse de vitesse sur piste courte allemande.

## Biographie
Elle naît en 1990 à Dresde, la fille de la patineuse de vitesse Skadi Walter et petite-fille d’une entraîneuse de patinage artistique.
Sa première saison internationale est celle de coupe du monde de 2006-2007, dont la première manche est à Saguenay, quand elle a seize ans.
Son équipe de relais féminin, composée de Susanne Rudolph, Aika Klein, Christin Priebst et elle-même, est médaillée de bronze des Championnats d'Europe 2009 à Turin. Elle remporte ensuite le relais féminin des Championnats d’Europe 2010 à Dresde ; elle y patine avec Aika Klein, Christin Priebst et Julia Riedel. Aux Championnats d’Europe 2013 à Malmö, elle reçoit une médaille d’argent au relais féminin, avec Priebst et Riedel à nouveau ainsi que Tina Grassow,.
Elle participe aux épreuves de patinage de vitesse sur piste courte aux Jeux olympiques de 2018.